# Łazarz (patriarcha Jerozolimy)
Łazarz – prawosławny patriarcha Jerozolimy w latach 1334–1368.